# Lancer du javelot masculin aux championnats du monde d'athlétisme 2015
Pour un article plus général, voir Championnats du monde d'athlétisme 2015.
Navigation
Moscou 2013 Londres 2017
L'épreuve du lancer du javelot masculin des championnats du monde de 2015 s'est déroulée les 24 et 26 août 2015 dans le Stade national, le stade olympique de Pékin. Elle est remportée par le Kényan Julius Yego.

## Records et performances

### Records du monde
Les records du lancer du javelot hommes (mondial, des championnats et par continent) étaient avant les championnats 2015 les suivants.
| Record du monde           | Jan Železný      | Tchéquie   | 98,48 m | Iéna         | 25 mai 1996     |
| Record des championnats   | Jan Železný      | Tchéquie   | 92,80 m | Edmonton     | 12 août 2001    |
| Record d'Afrique          | Julius Yego      | Kenya      | 91,39 m | Birmingham   | 7 juin 2015     |
| Record d'Asie             | Zhao Qinggang    | Chine      | 89,15 m | Incheon      | 2 octobre 2014  |
| Record d'Amérique du Nord | Breaux Greer     | États-Unis | 91,29 m | Indianapolis | 21 juin 2007    |
| Record d'Amérique du Sud  | Édgar Baumann    | Paraguay   | 84,70 m | San Marcos   | 17 octobre 1999 |
| Record d'Europe           | Jan Železný      | Tchéquie   | 98,48 m | Iéna         | 25 mai 1996     |
| Record d'Océanie          | Jarrod Bannister | Australie  | 89,02 m | Brisbane     | 29 février 2008 |

### Performances
Les dix lanceurs les plus performants de l'année sont, avant les championnats, les suivants. 
| 1  | Julius Yego               | Kenya             | 91,39 m | Birmingham | 7 juin 2015     |
| 2  | Keshorn Walcott           | Trinité-et-Tobago | 90,16 m | Lausanne   | 9 juillet 2015  |
| 3  | Thomas Röhler             | Allemagne         | 89,27 m | Kuortane   | 8 août 2015     |
| 4  | Tero Pitkämäki            | Finlande          | 89,09 m | Turku      | 25 juin 2015    |
| 5  | Antti Ruuskanen           | Finlande          | 88,89 m | Pori       | 2 août 2015     |
| 6  | Vítězslav Veselý          | Tchéquie          | 88,18 m | Birmingham | 7 juin 2015     |
| 7  | Ari Mannio                | Finlande          | 86,82 m | Raseborg   | 7 juin 2015     |
| 8  | Jakub Vadlejch            | Tchéquie          | 86,21 m | Karlstad   | 22 juillet 2015 |
| 9  | Petr Frydrych             | Tchéquie          | 85,52 m | Klatovy    | 16 mai 2015     |
| 10 | Ihab Abdelrahman el-Sayed | Allemagne         | 85,50 m | Turku      | 25 juin 2015    |

## Médaillés
| Or          | Argent                    | Bronze         |
| Julius Yego | Ihab Abdelrahman el-Sayed | Tero Pitkämäki |

## Résultats

### Finale
| Rang               | Athlète                   | Pays      | Essais  | Essais  | Essais  | Essais  | Essais  | Essais  | Marque  | Notes  |
| Rang               | Athlète                   | Pays      | 1       | 2       | 3       | 4       | 5       | 6       | Marque  | Notes  |
| ------------------ | ------------------------- | --------- | ------- | ------- | ------- | ------- | ------- | ------- | ------- | ------ |
| Médaille d'or      | Julius Yego               | Kenya     | X       | 82,42 m | 92,72 m | -       | -       | X       | 92,72 m | WL, AR |
| Médaille d'argent  | Ihab Abdelrahman el-Sayed | Égypte    | 86,07 m | 88,99 m | X       | X       | X       | X       | 88,99 m | SB     |
| Médaille de bronze | Tero Pitkämäki            | Finlande  | 83,45 m | 85,03 m | 85,08 m | 87,64 m | 84,49 m | 87,34 m | 87,64 m |        |
| 4                  | Thomas Röhler             | Allemagne | 86,68 m | 86,03 m | 86,77 m | 87,18 m | 84,00 m | 87,41 m | 87,41 m |        |
| 5                  | Antti Ruuskanen           | Finlande  | 76,24 m | 81,29 m | 87,12 m | 80,63 m | 84,30 m | X       | 87,12 m |        |
| 6                  | Andreas Hofmann           | Allemagne | 79,38 m | 77,33 m | 84,85 m | 82,43 m | X       | 86,01 m | 86,01 m |        |
| 7                  | Johannes Vetter           | Allemagne | 83,79 m | 81,98 m | 80,28 m | X       | 79,43 m | X       | 83,79 m |        |
| 8                  | Vítězslav Veselý          | Tchéquie  | 78,38 m | X       | 83,13 m | 81,45 m | 82,98 m | X       | 83,13 m |        |
| 9                  | Ryōhei Arai               | Japon     | 80,81 m | 83,07   | X       |         |         |         | 83,07 m |        |
| 10                 | Braian Toledo             | Argentine | 78,27 m | 78,30 m | 80,27   |         |         |         | 80,27 m |        |
| 11                 | Kim Amb                   | Suède     | 77,38 m | 75,77 m | 78,51 m |         |         |         | 78,51 m |        |
| 12                 | Risto Mätas               | Estonie   | 76,79 m | 75,79 m | 70,10 m |         |         |         | 76,79 m |        |

### Qualification
Qualification : 83,00 m (Q) ou les 12 meilleurs lancers (q).
| Rang | Groupe | Nom                       | Nationalité       | #1      | #2      | #3      | Marque  | Notes |
| ---- | ------ | ------------------------- | ----------------- | ------- | ------- | ------- | ------- | ----- |
| 1    | B      | Andreas Hofmann           | Allemagne         | 86,14 m |         |         | 86,14 m | Q, PB |
| 2    | A      | Ryōhei Arai               | Japon             | 79,50 m | 81,28 m | 84,66 m | 84,66 m | Q, SB |
| 3    | B      | Julius Yego               | Kenya             | 80,79 m | 84,46 m |         | 84,46 m | Q     |
| 4    | B      | Vítězslav Veselý          | Tchéquie          | 83,63 m |         |         | 83,63 m | Q     |
| 5    | B      | Tero Pitkämäki            | Finlande          | 79,67 m | 83,43 m |         | 83,43 m | Q     |
| 6    | A      | Braian Toledo             | Argentine         | 83,32 m |         |         | 83,32 m | Q, NR |
| 7    | A      | Thomas Röhler             | Allemagne         | 81,73 m | 78,70 m | 83,23 m | 83,23 m | Q     |
| 8    | B      | Ihab Abdelrahman el-Sayed | Égypte            | 82,85 m | –       | –       | 82,85 m | q     |
| 9    | A      | Antti Ruuskanen           | Finlande          | x       | 82,20 m | x       | 82,20 m | q     |
| 10   | B      | Kim Amb                   | Suède             | 81,63 m | x       | –       | 81,63 m | q     |
| 11   | B      | Risto Mätas               | Estonie           | 72,93 m | 77,72 m | 81,56 m | 81,56 m | q     |
| 12   | B      | Johannes Vetter           | Allemagne         | 79,40 m | 79,48 m | 80,86 m | 80,86 m | q     |
| 13   | B      | Tanel Laanmäe             | Estonie           | 76,79 m | 73,90 m | 80,65 m | 80,65 m |       |
| 14   | A      | Ari Mannio                | Finlande          | 80,19 m | 77,79 m | x       | 80,19 m |       |
| 15   | B      | Júlio César de Oliveira   | Brésil            | 79,81 m | 78,36 m | 79,51 m | 79,81 m |       |
| 16   | A      | Lars Hamann               | Allemagne         | 79,56 m | 77,78 m | 76,44 m | 79,56 m |       |
| 17   | B      | Zhao Qinggang             | Chine             | x       | 79,47 m | 75,77 m | 79,47 m | SB    |
| 18   | A      | Hamish Peacock            | Australie         | 75,15 m | 79,37 m | 78,99 m | 79,37 m |       |
| 19   | B      | Rolands Štrobinders       | Lettonie          | 79,11 m | 76,88 m | x       | 79,11 m |       |
| 20   | A      | Jakub Vadlejch            | Tchéquie          | 73,47 m | 78,95 m | x       | 78,95 m |       |
| 21   | B      | Marcin Krukowski          | Pologne           | 78,91 m | 77,11 m | 78,91 m | 78,91 m |       |
| 22   | A      | Magnus Kirt               | Estonie           | 74,73 m | 78,84 m | 77,08 m | 78,84 m |       |
| 23   | A      | Stuart Farquhar           | Nouvelle-Zélande  | 78,30 m | x       | 77,53 m | 78,30 m |       |
| 24   | A      | Riley Dolezal             | États-Unis        | x       | 73,41 m | 77,64 m | 77,64 m |       |
| 25   | A      | Dmitriy Tarabin           | Russie            | 71,78 m | 77,48 m | 74,82 m | 77,48 m |       |
| 26   | A      | Keshorn Walcott           | Trinité-et-Tobago | x       | 75,16 m | 76,83 m | 76,83 m |       |
| 27   | B      | Huang Shih-Feng           | Taipei chinois    | x       | 75,72 m | x       | 75,72 m |       |
| 28   | A      | Rocco van Rooyen          | Afrique du Sud    | 70,38 m | 75,55 m | x       | 75,55 m |       |
| 29   | B      | Sean Furey                | États-Unis        | x       | 72,64 m | 75,01 m | 75,01 m |       |
| 30   | B      | Petr Frydrych             | Tchéquie          | 73,77 m | 74,24 m | x       | 74,24 m |       |
| 31   | A      | Sam Crouser               | États-Unis        | 70,47 m | x       | 73,88 m | 73,88 m |       |
| 32   | B      | Valeriy Iordan            | Russie            | 73,22 m | x       | 73,43 m | 73,43 m |       |
| 33   | A      | Patrik Ženúch             | Slovaquie         | 69,31 m | x       | r       | 69,31 m |       |

## Légende
Records et Performances
- AR : Record continental (area record)
- CR : Record des championnats (championship record)
- MR : Record du meeting (meet record)
- NR : Record national (national record)
- OR : Record olympique (olympic record)
- PR : Record paralympique (paralympic record)
- PB : Record personnel (personal best)
- SB : Meilleure performance personnelle de la saison (season's best)
- WL : Meilleure performance mondiale de l'année (world leader)
- WJR : Record du monde junior (world junior record)
- WR : Record du monde (world record)

Circonstances et Conditions
- DNF : N'a pas terminé (did not finish)
- DNS : N'a pas pris le départ (did not start)
- DQ : Disqualification (disqualification)
- NM : Aucun essai valable enregistré (No Mark)
- Q : Qualifié « directement » au prochain tour (ou à la prochaine compétition), lors d'une compétition majeure, grâce au classement ou à la réalisation des minima (automatic qualifier)
- q : Qualifié au prochain tour (ou à la prochaine compétition), lors d'une compétition majeure, grâce au repêchage ou à la réalisation de l'une des meilleures performances parmi celles des « non qualifiés directement » (grâce au meilleur temps ou à la meilleure distance par exemple) (secondary qualifier)